# Великий Луг
Великий Луг — участок левосторонней поймы Днепра, огромные речные плавни ниже Днепровских порогов. В XVI—XVIII веках размещался между руслами Днепра и его левого притока Конки, по которой в XVIII веке проходила граница с Крымским ханством.
Вся эта местность принадлежала Запорожской Сечи. С Великим Лугом нередко отождествлялось все Запорожье.
На Великом Лугу казаки пасли домашний скот, в случае грозившей опасности находили в здешних плавнях и зарослях укрытие. Поэтому Великий Луг был для казаков символом безопасности и воли. В песнях его называли «Отцом (укр. Батько)»:
Ой Січ — мати, а Великий Луг — батько,

Що в Лузі заробити, то в Січі пропити.
После расформирования Запорожской Сечи в 1775 году Великий Луг вместе с другими окружавшими его местностями Екатерина II поделила между своими ближайшими вельможами.
В 1955—1957 годах и до 2023 года почти вся территория Великого Луга, за исключением нескольких сотен гектаров в юго-восточной части острова Хортица и на левом берегу Днепра, была затоплена Каховским водохранилищем.